# Les Petites-Armoises
 Les Petites-Armoises  es una población y comuna francesa, en la región de Champaña-Ardenas, departamento de Ardenas, en el distrito de Vouziers y cantón de Le Chesne.
Está integrada en la Communauté de communes de l'Argonne Ardennaise.

## Demografía
| 207 | 219 | 224 | 210 | 226 | 230 | 258 | 259 | lac. | lac. | 264 | 252 | 231 | 233 | 214 | 205 | 188 | 171 | 171 | 148 | 123 | 127 | 126 | 127 | 83 | 101 | 86 | 91 | 80 | 67 | 66 | 58 | 62 | 63 |
| Para los censos de 1962 a 1999 la población legal corresponde a la población sin duplicidades (Fuente: INSEE [Consultar]) |     |     |     |     |     |     |     |      |      |     |     |     |     |     |     |     |     |     |     |     |     |     |     |    |     |    |    |    |    |    |    |    |    |